# Lưu Cung
Lưu Cung (chữ Hán: 劉恭), tức Hán Tiền Thiếu Đế (漢前少帝) (193 TCN – 184 TCN) là vị Hoàng đế thứ ba của nhà Tây Hán trong lịch sử Trung Quốc, kế vị Hán Huệ Đế.

## Tiểu sử
Lưu Cung là con trai của Hán Huệ Đế và Mỗ thị mỹ nhân (Mỗ thị tức không rõ họ), một cung nhân của Hán Huệ Đế Lưu Doanh.. Riêng tên Lưu Cung cũng có khả năng bị ghi nhầm từ Lưu Mỗ (刘某), tức không rõ tên. Khi Lưu Cung ra đời, Mỗ thị cung nhân bị Lã hậu bức tử nhằm đem ông giả làm con của Trương Hoàng hậu, vợ Hán Huệ Đế. Năm đó Trương hoàng hậu 14 tuổi, lại là cháu gọi Huệ Đế bằng cậu nên chưa hề chăn gối, cũng không có con, bị Lã hậu ép giả thai ngay trong lúc Mỗ thị mang thai. Ông trở thành Đích trưởng tử và được phong Thái tử.
Năm 188 TCN, Hán Huệ Đế băng hà, Lưu Cung lên ngôi, sử gọi [Hán Thiếu Đế]. Có rất ít tài liệu ghi chép về cuộc đời và tính cách của Hán Thiếu Đế, vì trong thời gian tại vị Lã thái hậu công khai cai quản toàn bộ triều chính.
Khoảng năm 184 TCN, Lưu Cung biết được sự thật về xuất thân của mình, cũng như việc Lã hậu đã ép chết mẹ ông. Ông nói ra ý định lớn lên sẽ phế truất Lã hậu, giam vào lãnh cung trả thù cho mẹ. Không may, Lã hậu nghe được và đã bí mật sai người giam Thiếu Đế trong cung, công bố ông bị trọng bệnh loạn thần kinh và thông báo cho bá quan rằng ông không thể cai quản triều chính, cần phải tìm người kế ngôi. Các quan trong triều nghe theo và ông đã bị bỏ chết. Em trai ông là Lưu Nghĩa, sau đó đổi tên thành Lưu Hồng lên kế vị, tức Hán Hậu Thiếu Đế.
Lưu Cung bị coi là một vị Hoàng đế bù nhìn của Lã Hậu nên thường bị loại khỏi danh sách chính thức của các vị hoàng đế nhà Hán. Các sử gia đời sau vì sự tôn trọng nên đặt cho ông thụy Tiền Thiếu Đế (前少帝).

#### Thế phả nhà Hán
|  |  |  |  |  |  |  |  |                                     |                                     |                                     |                                     |                                     |                                     |  |  |  |  |                                    |                                    |                                    |                                    | 1 Hán Cao Tổ ?-195TCN 256-195TCN   |                                    |  |  |  |  |                                    |                                    |                                    |                                    |                                    |                                    |  |  |  |  |                                         |                                         |                                         |                                         |                                         |                                         |  |  |  |  |                                        |                                        |                                        |                                        |                                        |                                        |  |  |  |  |  |  |  |  |  |  |  |  |  |  |  |  |  |  |  |  |  |  |  |  |
|  |  |  |  |  |  |  |  |                                     |                                     |                                     |                                     |                                     |                                     |  |  |  |  |                                    |                                    |                                    |                                    |                                    |                                    |  |  |  |  |                                    |                                    |                                    |                                    |                                    |                                    |  |  |  |  |                                         |                                         |                                         |                                         |                                         |                                         |  |  |  |  |                                        |                                        |                                        |                                        |                                        |                                        |  |  |  |  |  |  |  |  |  |  |  |  |  |  |  |  |  |  |  |  |  |  |  |  |
|  |  |  |  |  |  |  |  |                                     |                                     |                                     |                                     |                                     |                                     |  |  |  |  |                                    |                                    |                                    |                                    |                                    |                                    |  |  |  |  |                                    |                                    |                                    |                                    |                                    |                                    |  |  |  |  |                                         |                                         |                                         |                                         |                                         |                                         |  |  |  |  |                                        |                                        |                                        |                                        |                                        |                                        |  |  |  |  |  |  |  |  |  |  |  |  |  |  |  |  |  |  |  |  |  |  |  |  |
|  |  |  |  |  |  |  |  | 5 Hán Văn Đế 180-157TCN 202–157TCN  | 5 Hán Văn Đế 180-157TCN 202–157TCN  | 5 Hán Văn Đế 180-157TCN 202–157TCN  | 5 Hán Văn Đế 180-157TCN 202–157TCN  | 5 Hán Văn Đế 180-157TCN 202–157TCN  | 5 Hán Văn Đế 180-157TCN 202–157TCN  |  |  |  |  | Lưu Cứ                             | Lưu Cứ                             | Lưu Cứ                             | Lưu Cứ                             | Lưu Cứ                             | Lưu Cứ                             |  |  |  |  | Lưu Bác                            | Lưu Bác                            | Lưu Bác                            | Lưu Bác                            | Lưu Bác                            | Lưu Bác                            |  |  |  |  | 2 Hán Huệ Đế 194-188TCN 210–188TCN      | 2 Hán Huệ Đế 194-188TCN 210–188TCN      | 2 Hán Huệ Đế 194-188TCN 210–188TCN      | 2 Hán Huệ Đế 194-188TCN 210–188TCN      | 2 Hán Huệ Đế 194-188TCN 210–188TCN      | 2 Hán Huệ Đế 194-188TCN 210–188TCN      |  |  |  |  |                                        |                                        |                                        |                                        |                                        |                                        |  |  |  |  |  |  |  |  |  |  |  |  |  |  |  |  |  |  |  |  |  |  |  |  |
|  |  |  |  |  |  |  |  | 5 Hán Văn Đế 180-157TCN 202–157TCN  | 5 Hán Văn Đế 180-157TCN 202–157TCN  | 5 Hán Văn Đế 180-157TCN 202–157TCN  | 5 Hán Văn Đế 180-157TCN 202–157TCN  | 5 Hán Văn Đế 180-157TCN 202–157TCN  | 5 Hán Văn Đế 180-157TCN 202–157TCN  |  |  |  |  | Lưu Cứ                             | Lưu Cứ                             | Lưu Cứ                             | Lưu Cứ                             | Lưu Cứ                             | Lưu Cứ                             |  |  |  |  | Lưu Bác                            | Lưu Bác                            | Lưu Bác                            | Lưu Bác                            | Lưu Bác                            | Lưu Bác                            |  |  |  |  | 2 Hán Huệ Đế 194-188TCN 210–188TCN      | 2 Hán Huệ Đế 194-188TCN 210–188TCN      | 2 Hán Huệ Đế 194-188TCN 210–188TCN      | 2 Hán Huệ Đế 194-188TCN 210–188TCN      | 2 Hán Huệ Đế 194-188TCN 210–188TCN      | 2 Hán Huệ Đế 194-188TCN 210–188TCN      |  |  |  |  |                                        |                                        |                                        |                                        |                                        |                                        |  |  |  |  |  |  |  |  |  |  |  |  |  |  |  |  |  |  |  |  |  |  |  |  |
|  |  |  |  |  |  |  |  |                                     |                                     |                                     |                                     |                                     |                                     |  |  |  |  |                                    |                                    |                                    |                                    |                                    |                                    |  |  |  |  |                                    |                                    |                                    |                                    |                                    |                                    |  |  |  |  |                                         |                                         |                                         |                                         |                                         |                                         |  |  |  |  |                                        |                                        |                                        |                                        |                                        |                                        |  |  |  |  |  |  |  |  |  |  |  |  |  |  |  |  |  |  |  |  |  |  |  |  |
|  |  |  |  |  |  |  |  | 6 Hán Cảnh Đế 157-141TCN 188–141TCN | 6 Hán Cảnh Đế 157-141TCN 188–141TCN | 6 Hán Cảnh Đế 157-141TCN 188–141TCN | 6 Hán Cảnh Đế 157-141TCN 188–141TCN | 6 Hán Cảnh Đế 157-141TCN 188–141TCN | 6 Hán Cảnh Đế 157-141TCN 188–141TCN |  |  |  |  | Lưu Tiến                           | Lưu Tiến                           | Lưu Tiến                           | Lưu Tiến                           | Lưu Tiến                           | Lưu Tiến                           |  |  |  |  | 9 Xương Ấp Vương 74-74TCN 92-59TCN | 9 Xương Ấp Vương 74-74TCN 92-59TCN | 9 Xương Ấp Vương 74-74TCN 92-59TCN | 9 Xương Ấp Vương 74-74TCN 92-59TCN | 9 Xương Ấp Vương 74-74TCN 92-59TCN | 9 Xương Ấp Vương 74-74TCN 92-59TCN |  |  |  |  | 3 Hán Tiền Thiếu Đế 188-184TCN ?–184TCN | 3 Hán Tiền Thiếu Đế 188-184TCN ?–184TCN | 3 Hán Tiền Thiếu Đế 188-184TCN ?–184TCN | 3 Hán Tiền Thiếu Đế 188-184TCN ?–184TCN | 3 Hán Tiền Thiếu Đế 188-184TCN ?–184TCN | 3 Hán Tiền Thiếu Đế 188-184TCN ?–184TCN |  |  |  |  | 4 Hán Hậu Thiếu Đế 184-180TCN ?–180TCN | 4 Hán Hậu Thiếu Đế 184-180TCN ?–180TCN | 4 Hán Hậu Thiếu Đế 184-180TCN ?–180TCN | 4 Hán Hậu Thiếu Đế 184-180TCN ?–180TCN | 4 Hán Hậu Thiếu Đế 184-180TCN ?–180TCN | 4 Hán Hậu Thiếu Đế 184-180TCN ?–180TCN |  |  |  |  |  |  |  |  |  |  |  |  |  |  |  |  |  |  |  |  |  |  |  |  |
|  |  |  |  |  |  |  |  | 6 Hán Cảnh Đế 157-141TCN 188–141TCN | 6 Hán Cảnh Đế 157-141TCN 188–141TCN | 6 Hán Cảnh Đế 157-141TCN 188–141TCN | 6 Hán Cảnh Đế 157-141TCN 188–141TCN | 6 Hán Cảnh Đế 157-141TCN 188–141TCN | 6 Hán Cảnh Đế 157-141TCN 188–141TCN |  |  |  |  | Lưu Tiến                           | Lưu Tiến                           | Lưu Tiến                           | Lưu Tiến                           | Lưu Tiến                           | Lưu Tiến                           |  |  |  |  | 9 Xương Ấp Vương 74-74TCN 92-59TCN | 9 Xương Ấp Vương 74-74TCN 92-59TCN | 9 Xương Ấp Vương 74-74TCN 92-59TCN | 9 Xương Ấp Vương 74-74TCN 92-59TCN | 9 Xương Ấp Vương 74-74TCN 92-59TCN | 9 Xương Ấp Vương 74-74TCN 92-59TCN |  |  |  |  | 3 Hán Tiền Thiếu Đế 188-184TCN ?–184TCN | 3 Hán Tiền Thiếu Đế 188-184TCN ?–184TCN | 3 Hán Tiền Thiếu Đế 188-184TCN ?–184TCN | 3 Hán Tiền Thiếu Đế 188-184TCN ?–184TCN | 3 Hán Tiền Thiếu Đế 188-184TCN ?–184TCN | 3 Hán Tiền Thiếu Đế 188-184TCN ?–184TCN |  |  |  |  | 4 Hán Hậu Thiếu Đế 184-180TCN ?–180TCN | 4 Hán Hậu Thiếu Đế 184-180TCN ?–180TCN | 4 Hán Hậu Thiếu Đế 184-180TCN ?–180TCN | 4 Hán Hậu Thiếu Đế 184-180TCN ?–180TCN | 4 Hán Hậu Thiếu Đế 184-180TCN ?–180TCN | 4 Hán Hậu Thiếu Đế 184-180TCN ?–180TCN |  |  |  |  |  |  |  |  |  |  |  |  |  |  |  |  |  |  |  |  |  |  |  |  |
|  |  |  |  |  |  |  |  | 7 Hán Vũ Đế 140-87TCN 156-87TCN     | 7 Hán Vũ Đế 140-87TCN 156-87TCN     | 7 Hán Vũ Đế 140-87TCN 156-87TCN     | 7 Hán Vũ Đế 140-87TCN 156-87TCN     | 7 Hán Vũ Đế 140-87TCN 156-87TCN     | 7 Hán Vũ Đế 140-87TCN 156-87TCN     |  |  |  |  | 10 Hán Tuyên Đế 74-49TCN 91-49TCN  | 10 Hán Tuyên Đế 74-49TCN 91-49TCN  | 10 Hán Tuyên Đế 74-49TCN 91-49TCN  | 10 Hán Tuyên Đế 74-49TCN 91-49TCN  | 10 Hán Tuyên Đế 74-49TCN 91-49TCN  | 10 Hán Tuyên Đế 74-49TCN 91-49TCN  |  |  |  |  |                                    |                                    |                                    |                                    |                                    |                                    |  |  |  |  |                                         |                                         |                                         |                                         |                                         |                                         |  |  |  |  |                                        |                                        |                                        |                                        |                                        |                                        |  |  |  |  |  |  |  |  |  |  |  |  |  |  |  |  |  |  |  |  |  |  |  |  |
|  |  |  |  |  |  |  |  | 7 Hán Vũ Đế 140-87TCN 156-87TCN     | 7 Hán Vũ Đế 140-87TCN 156-87TCN     | 7 Hán Vũ Đế 140-87TCN 156-87TCN     | 7 Hán Vũ Đế 140-87TCN 156-87TCN     | 7 Hán Vũ Đế 140-87TCN 156-87TCN     | 7 Hán Vũ Đế 140-87TCN 156-87TCN     |  |  |  |  | 10 Hán Tuyên Đế 74-49TCN 91-49TCN  | 10 Hán Tuyên Đế 74-49TCN 91-49TCN  | 10 Hán Tuyên Đế 74-49TCN 91-49TCN  | 10 Hán Tuyên Đế 74-49TCN 91-49TCN  | 10 Hán Tuyên Đế 74-49TCN 91-49TCN  | 10 Hán Tuyên Đế 74-49TCN 91-49TCN  |  |  |  |  |                                    |                                    |                                    |                                    |                                    |                                    |  |  |  |  |                                         |                                         |                                         |                                         |                                         |                                         |  |  |  |  |                                        |                                        |                                        |                                        |                                        |                                        |  |  |  |  |  |  |  |  |  |  |  |  |  |  |  |  |  |  |  |  |  |  |  |  |
|  |  |  |  |  |  |  |  | 8 Hán Chiêu Đế 95–74TCN 87-74TCN    | 8 Hán Chiêu Đế 95–74TCN 87-74TCN    | 8 Hán Chiêu Đế 95–74TCN 87-74TCN    | 8 Hán Chiêu Đế 95–74TCN 87-74TCN    | 8 Hán Chiêu Đế 95–74TCN 87-74TCN    | 8 Hán Chiêu Đế 95–74TCN 87-74TCN    |  |  |  |  | 11 Hán Nguyên Đế 49-33TCN 76–33TCN | 11 Hán Nguyên Đế 49-33TCN 76–33TCN | 11 Hán Nguyên Đế 49-33TCN 76–33TCN | 11 Hán Nguyên Đế 49-33TCN 76–33TCN | 11 Hán Nguyên Đế 49-33TCN 76–33TCN | 11 Hán Nguyên Đế 49-33TCN 76–33TCN |  |  |  |  |                                    |                                    |                                    |                                    |                                    |                                    |  |  |  |  |                                         |                                         |                                         |                                         |                                         |                                         |  |  |  |  |                                        |                                        |                                        |                                        |                                        |                                        |  |  |  |  |  |  |  |  |  |  |  |  |  |  |  |  |  |  |  |  |  |  |  |  |
|  |  |  |  |  |  |  |  | 8 Hán Chiêu Đế 95–74TCN 87-74TCN    | 8 Hán Chiêu Đế 95–74TCN 87-74TCN    | 8 Hán Chiêu Đế 95–74TCN 87-74TCN    | 8 Hán Chiêu Đế 95–74TCN 87-74TCN    | 8 Hán Chiêu Đế 95–74TCN 87-74TCN    | 8 Hán Chiêu Đế 95–74TCN 87-74TCN    |  |  |  |  | 11 Hán Nguyên Đế 49-33TCN 76–33TCN | 11 Hán Nguyên Đế 49-33TCN 76–33TCN | 11 Hán Nguyên Đế 49-33TCN 76–33TCN | 11 Hán Nguyên Đế 49-33TCN 76–33TCN | 11 Hán Nguyên Đế 49-33TCN 76–33TCN | 11 Hán Nguyên Đế 49-33TCN 76–33TCN |  |  |  |  |                                    |                                    |                                    |                                    |                                    |                                    |  |  |  |  |                                         |                                         |                                         |                                         |                                         |                                         |  |  |  |  |                                        |                                        |                                        |                                        |                                        |                                        |  |  |  |  |  |  |  |  |  |  |  |  |  |  |  |  |  |  |  |  |  |  |  |  |
|  |  |  |  |  |  |  |  |                                     |                                     |                                     |                                     |                                     |                                     |  |  |  |  |                                    |                                    |                                    |                                    |                                    |                                    |  |  |  |  |                                    |                                    |                                    |                                    |                                    |                                    |  |  |  |  |                                         |                                         |                                         |                                         |                                         |                                         |  |  |  |  |                                        |                                        |                                        |                                        |                                        |                                        |  |  |  |  |  |  |  |  |  |  |  |  |  |  |  |  |  |  |  |  |  |  |  |  |
|  |  |  |  |  |  |  |  | Lưu Khang                           | Lưu Khang                           | Lưu Khang                           | Lưu Khang                           | Lưu Khang                           | Lưu Khang                           |  |  |  |  | Lưu Hưng                           | Lưu Hưng                           | Lưu Hưng                           | Lưu Hưng                           | Lưu Hưng                           | Lưu Hưng                           |  |  |  |  | Lưu Hiển                           | Lưu Hiển                           | Lưu Hiển                           | Lưu Hiển                           | Lưu Hiển                           | Lưu Hiển                           |  |  |  |  | 12 Hán Thành Đế 33–7TCN 51-7TCN         | 12 Hán Thành Đế 33–7TCN 51-7TCN         | 12 Hán Thành Đế 33–7TCN 51-7TCN         | 12 Hán Thành Đế 33–7TCN 51-7TCN         | 12 Hán Thành Đế 33–7TCN 51-7TCN         | 12 Hán Thành Đế 33–7TCN 51-7TCN         |  |  |  |  |                                        |                                        |                                        |                                        |                                        |                                        |  |  |  |  |  |  |  |  |  |  |  |  |  |  |  |  |  |  |  |  |  |  |  |  |
|  |  |  |  |  |  |  |  | Lưu Khang                           | Lưu Khang                           | Lưu Khang                           | Lưu Khang                           | Lưu Khang                           | Lưu Khang                           |  |  |  |  | Lưu Hưng                           | Lưu Hưng                           | Lưu Hưng                           | Lưu Hưng                           | Lưu Hưng                           | Lưu Hưng                           |  |  |  |  | Lưu Hiển                           | Lưu Hiển                           | Lưu Hiển                           | Lưu Hiển                           | Lưu Hiển                           | Lưu Hiển                           |  |  |  |  | 12 Hán Thành Đế 33–7TCN 51-7TCN         | 12 Hán Thành Đế 33–7TCN 51-7TCN         | 12 Hán Thành Đế 33–7TCN 51-7TCN         | 12 Hán Thành Đế 33–7TCN 51-7TCN         | 12 Hán Thành Đế 33–7TCN 51-7TCN         | 12 Hán Thành Đế 33–7TCN 51-7TCN         |  |  |  |  |                                        |                                        |                                        |                                        |                                        |                                        |  |  |  |  |  |  |  |  |  |  |  |  |  |  |  |  |  |  |  |  |  |  |  |  |
|  |  |  |  |  |  |  |  | 13 Hán Ai Đế 26-1TCN 7-1TCN         | 13 Hán Ai Đế 26-1TCN 7-1TCN         | 13 Hán Ai Đế 26-1TCN 7-1TCN         | 13 Hán Ai Đế 26-1TCN 7-1TCN         | 13 Hán Ai Đế 26-1TCN 7-1TCN         | 13 Hán Ai Đế 26-1TCN 7-1TCN         |  |  |  |  | 14 Hán Bình Đế 9TCN–5SCN 1TCN-5SCN | 14 Hán Bình Đế 9TCN–5SCN 1TCN-5SCN | 14 Hán Bình Đế 9TCN–5SCN 1TCN-5SCN | 14 Hán Bình Đế 9TCN–5SCN 1TCN-5SCN | 14 Hán Bình Đế 9TCN–5SCN 1TCN-5SCN | 14 Hán Bình Đế 9TCN–5SCN 1TCN-5SCN |  |  |  |  | 15 Nhũ Tử Anh 5–8 25–25 5–25       | 15 Nhũ Tử Anh 5–8 25–25 5–25       | 15 Nhũ Tử Anh 5–8 25–25 5–25       | 15 Nhũ Tử Anh 5–8 25–25 5–25       | 15 Nhũ Tử Anh 5–8 25–25 5–25       | 15 Nhũ Tử Anh 5–8 25–25 5–25       |  |  |  |  |                                         |                                         |                                         |                                         |                                         |                                         |  |  |  |  |                                        |                                        |                                        |                                        |                                        |                                        |  |  |  |  |  |  |  |  |  |  |  |  |  |  |  |  |  |  |  |  |  |  |  |  |